# 18 Pułk Piechoty Obrony Krajowej
18 Pułk Piechoty Obrony Krajowej Przemyśl – pułk piechoty cesarsko-królewskiej Obrony Krajowej.

## Historia pułku
1 maja 1889 roku w Przemyślu został utworzony Galicyjski Pułk Piechoty Obrony Krajowej Nr 18 z połączenia czterech batalionów, a mianowicie:
- Batalionu Obrony Krajowej Przemyśl Nr 59 w Przemyślu,
- Batalionu Obrony Krajowej Sambor Nr 61 w Samborze,
- Batalionu Obrony Krajowej Stryj Nr 65 w Stryju,
- Batalionu Obrony Krajowej Gródek Nr 68 we Lwowie[1][2].

Okręgi uzupełnień Obrony Krajowej Przemyśl i Sanok.
Kolory pułkowe: trawiasty (grasgrün), guziki srebrne z numerem „18”. W lipcu 1914 roku skład narodowościowy pułku: 47% – Rusini, 43% – Polacy.
W 1914 roku komenda pułku oraz I i II batalion stacjonował w Przemyślu, natomiast III batalion w Sanoku.
W sierpniu 1914 roku pułk wchodził w skład 89 Brygady Piechoty Obrony Krajowej należącej do 45 Dywizji Piechoty Obrony Krajowej, a ta z kolei do IX Korpusu. W 1918 roku pułk wchodził w skład 90 Brygady Piechoty Obrony Krajowej należącej do tej samej 45 Dywizji Piechoty Obrony Krajowej, która wówczas była podporządkowana komendantowi X Korpusu.
11 kwietnia 1917 roku 18 Pułk Piechoty Obrony Krajowej został przemianowany na 18 Pułk Strzelców.
W czasie I wojny światowej pułk walczył z Rosjanami w 1914 i 1915 roku w Galicji między innymi w okolicach Biecza i Gorlic. Największe straty jednostka poniosła w bitwie pod Gorlicami. Żołnierze pułku są pochowani m.in. na cmentarzach: Cmentarz wojenny nr 65 – Małastów-Kornuta, Cmentarz wojenny nr 196 - Rzuchowa, Cmentarz wojenny nr 33 – Swoszowa. W czasie ofensywy w 1915 roku jednostka walczyła na Lubelszczyźnie, miejscami pochówków poległych są m.in. Strzeszkowice Duże.

## Kadra pułku
Komendanci pułku
- płk Ignaz Merta (1889[6] – )
- płk Felix Bonjean (1903-1905[7])
- płk Karol Alexandrowicz (24 X 1905 – 1 V 1909 → urlopowany)
- płk Friedrich von Hasch (1909 – 1913)
- ppłk Eduard Bezdiczka (p.o. 1914[2])

Oficerowie
- płk Franciszek Krajowski
- ppłk Wiktor Jarosz-Kamionka
- mjr Ignacy Pick
- por. Leon Cehak
- por. Franciszek Stok
- por. Józef Zachara
- ppor. rez. Antoni Borzemski
- ppor. rez. Roman Sandecki
- ppor. rez. Hipolit Słabicki
- ppor. rez. Alfons Tuszkiewicz
- lek. pułk. dr Teofil Bardach
- lek. pułk. dr Samuel Herzig
- akc. medyk. rez. Izydor Stangenhaus